# Tellus
Tellus, Terra, Tierra (łac. Ziemia) – w mitologii rzymskiej bogini płodności, opiekująca się zbiorami.
Uważana za matkę rodzaju ludzkiego, sprzyjała jego powiększaniu się. Pod imieniem Terra Mater czczona także jako matka-ziemia. Przedstawiano ją w postaci kobiety o wielu piersiach.
Numa Pompiliusz ustanowił 15 kwietnia święto Fordicidia, podczas którego na Kapitolu składano bogini w ofierze krowę. Przed żniwami rolnicy ofiarowywali Tellus i Ceres świnię. Podczas wypraw wojennych wodzowie rzymscy poświęcali Tellus siebie i wojsko nieprzyjaciela.
W późniejszym okresie Tellus jako Terra Mater została utożsamiona z grecką Gają, zaś jej kult zlał się z kultem Ceres i Kybele.